# Saulgrub
Saulgrub ist eine Gemeinde im oberbayerischen Landkreis Garmisch-Partenkirchen.

## Geographie

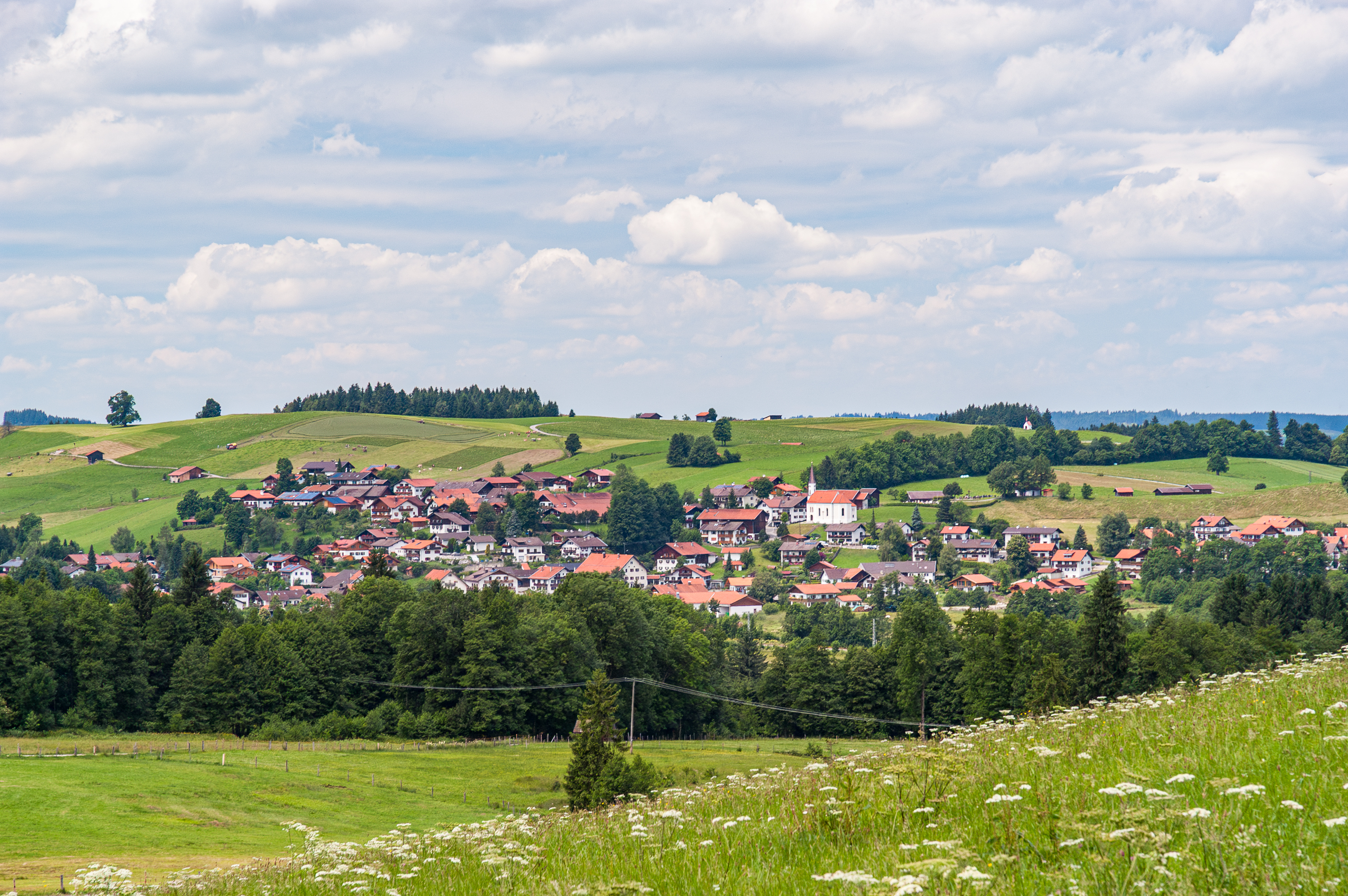
Saulgrub aus der Nähe Sonnen/Kraggenau

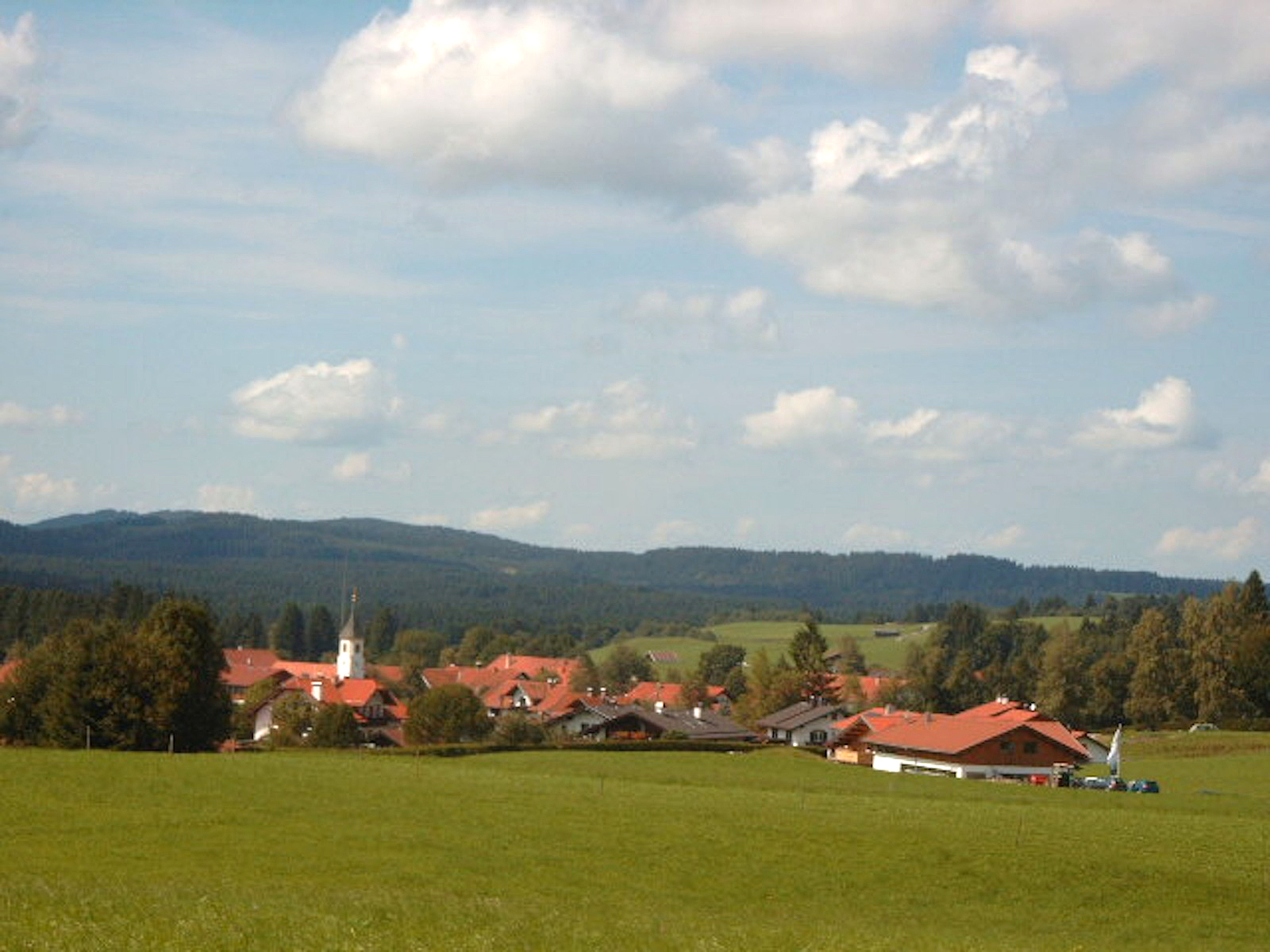
Gemeindeteil Altenau

Die Gemeinde liegt in der Region Oberland und im Naturpark Ammergauer Alpen.

### Gemeindegliederung
Es gibt sechs Gemeindeteile (in Klammern ist der Siedlungstyp angegeben):
- Achele (Weiler)
- Altenau (Pfarrdorf)
- Saulgrub (Kirchdorf)
- Saulgrubmühle (Einöde)
- Unternogg (Einöde)
- Wurmansau (Dorf)

Es gibt die Gemarkungen Saulgrub und Unterammergauer Forst.

## Geschichte

### Bis zur Gemeindegründung
Saulgrub, damals sulgrain genannt, wurde 1280 erstmals urkundlich erwähnt. Es gehörte lange Zeit bis zur Säkularisation 1803 zum Kloster Ettal. Saulgrub war Bestandteil des Herrschaftsgerichts Murnau des ehemals reichsunmittelbaren Klosters. Grundherr war teils das Kloster Ettal, teils das Kloster Rottenbuch.
Im Zuge der Verwaltungsreformen im Königreich Bayern entstand mit dem Gemeindeedikt von 1818 die heutige Gemeinde, die zum Landgericht Schongau gehörte.

### 19. Jahrhundert
Im Jahre 1840 wurde in einer Dorfchronik von einer Burg berichtet, die nahe dem „Obermoosfilz“ gestanden habe und deren Mauerreste von den Saulgrubern zum Bau ihrer Häuser verwendet wurden.
Ende des 19. Jahrhunderts wurde in Saulgrub ein etruskischer Bronzehelm aus dem 6. Jahrhundert vor Christus gefunden. Außerdem führte nachweislich die Via Imperii (Rottstraße von Augsburg nach Verona) durch das heutige Ortsgebiet.

### Einwohnerentwicklung
Zwischen 1988 und 2018 wuchs die Gemeinde von 1455 auf 1642 um 187 Einwohner bzw. um 12,9 %.
- 1840: 0401 Einwohner
- 1900: 0595 Einwohner
- 1950: 1171 Einwohner
- 1987: 1469 Einwohner
- 1991: 1458 Einwohner
- 1995: 1535 Einwohner
- 2000: 1618 Einwohner
- 2005: 1687 Einwohner
- 2010: 1648 Einwohner
- 2015: 1640 Einwohner

## Politik

### Bürgermeister
Bürgermeister ist Rupert Speer (Wählergemeinschaft Altenau), er wurde 2008 Nachfolger von Michael Mangold jun. und 2014 sowie 2020 wiedergewählt.

### Gemeinderat
Die Gemeinderatswahl 2020 erbrachte folgende Stimmenanteile und Sitzverteilung:
- Wählervereinigung Saulgrub: 45,56 % (5 Sitze)
- Wählergemeinschaft Altenau: 39,72 % (5 Sitze)
- Wählergemeinschaft Wurmansau: 14,71 % (2 Sitze)

### Steuereinnahmen
Die Gemeindesteuereinnahmen betrugen im Jahr 2014 1,034 Mio. €, davon waren 225.000 € (netto) Gewerbesteuer. Seit 2010 ist Saulgrub schuldenfrei.

### Wappen
|  | Blasonierung: „Unter von Silber und Blau geteiltem Schildhaupt in Silber ein wachsender roter Greifenlöwe.“ |
|  | |

## Kultur und Sehenswürdigkeiten

### Bauwerke

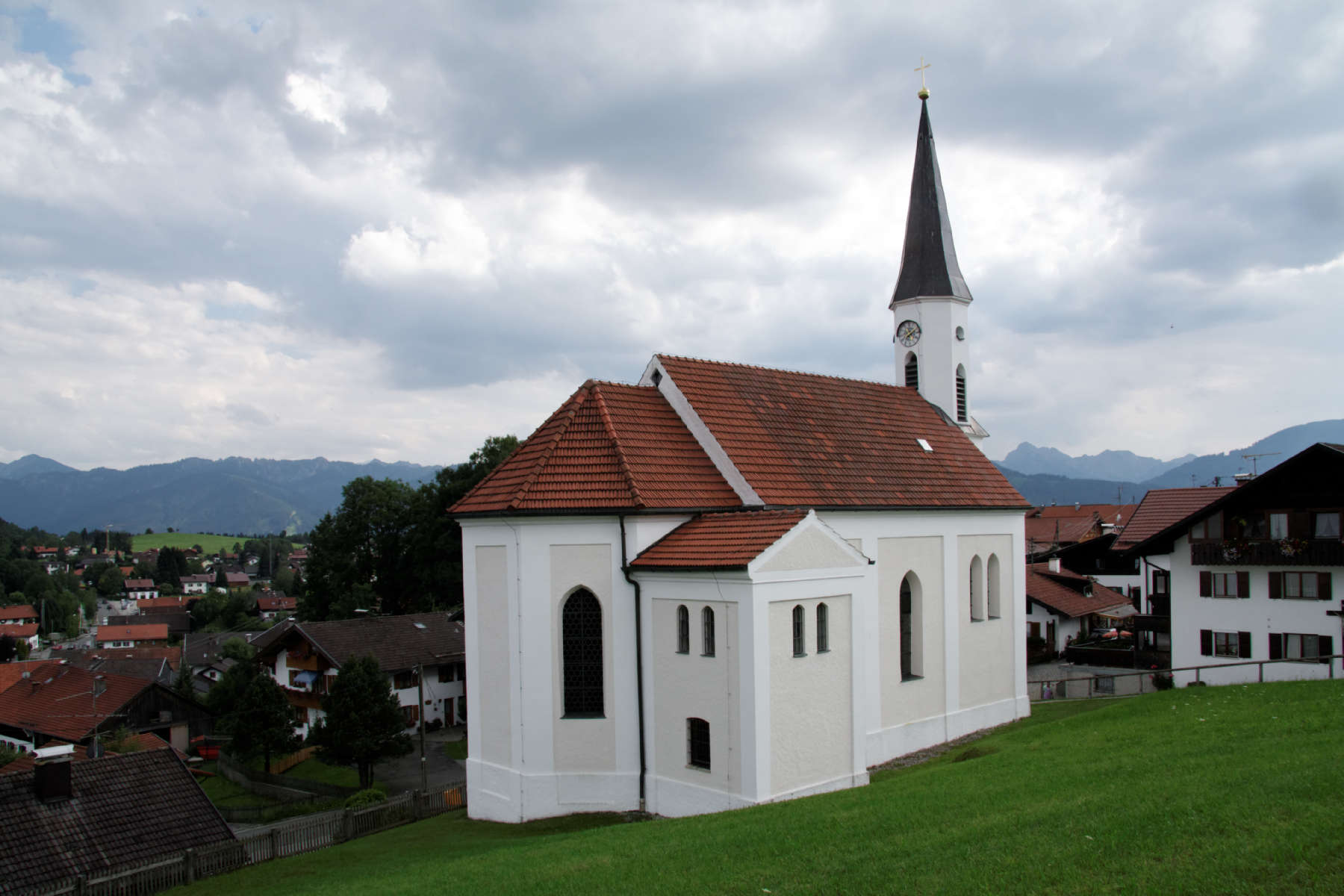
St. Franziskus mit Blick auf Saulgrub

- Das hervorgehobenste Bauwerk in Saulgrub selbst ist die auf einem Hügel über dem Ort liegende Kirche St. Franziskus.
- Mehrere Bauernhäuser und Stadel, teilweise mit aufwändigem Holzschnitzwerk, sowie der Bahnhof Saulgrub stehen unter Denkmalschutz.
- Auf einer Anhöhe nahe dem Wetzsteinrücken befindet sich die Fatima-Kapelle, welche 1954 nach einem Gelübde gebaut wurde.
- Ein weiterer sehenswerter Sakralbau, die Kirche St. Anton, ist Mittelpunkt des Ortsteils Altenau.
- In Wurmansau steht die Kapelle St. Josef.
- Im Wald entlang der Halbammer südlich von Unternogg steht die Hubertuskapelle.
- Das an der Ammer liegende, in den Jahren 1898/99 errichtete Kraftwerk Kammerl ist das älteste Bahnkraftwerk der Welt für Einphasenwechselstrom.

### Natur

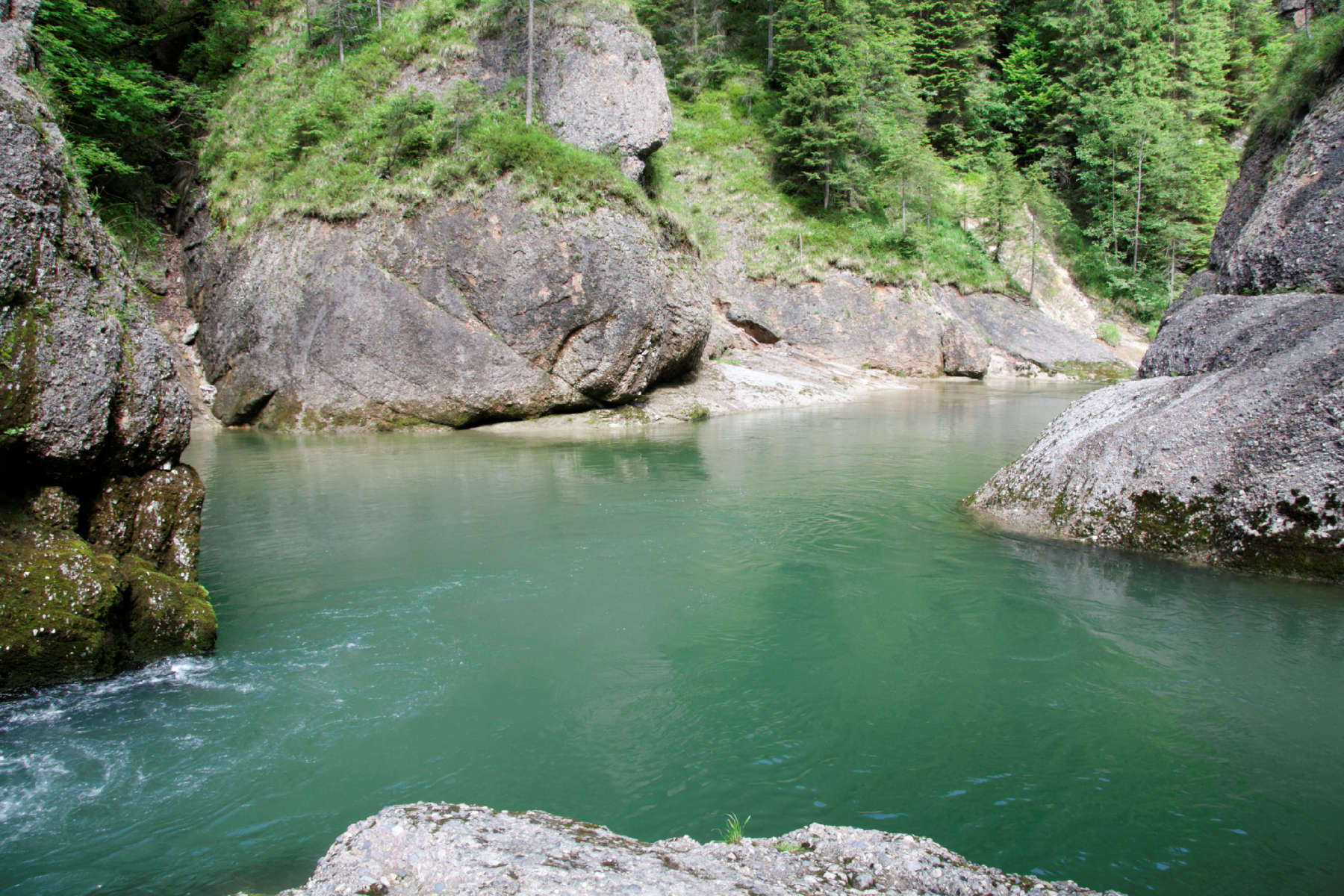
„Scheibum“ kurz hinter dem Eintritt der Ammer

- In unmittelbarer Nähe des Kraftwerkes Kammerl liegt die Scheibum, ein Felsdurchbruch der Ammer. Ab dort fließt der Fluss durch die Ammerleite, eine Schlucht, die nur mit dem Kanu befahrbar ist.
- Das Altenauer Moor liegt zwischen Saulgrub und Altenau. Es ist ein Hochmoor und an seiner höchsten Stelle noch offen. Vom Naturfreundehaus in Saulgrub ist der Tiefsee durch ein Spirkenfilz zu erreichen.[9]: 20, 21 Der Wanderer wird über einen mit Holzbalken befestigten Pfad sicher geleitet.

### United Buddy Bears
Von April bis Juni 2015 gastierten die einen Meter großen United Buddy Bears im Park des Aura-Hotels in Saulgrub. Bürgermeister Rupert Speer bezeichnete die Bären in seiner Rede als „Friedenssymbole“.

## Wirtschaft und Infrastruktur

### Wirtschaft einschließlich Land- und Forstwirtschaft

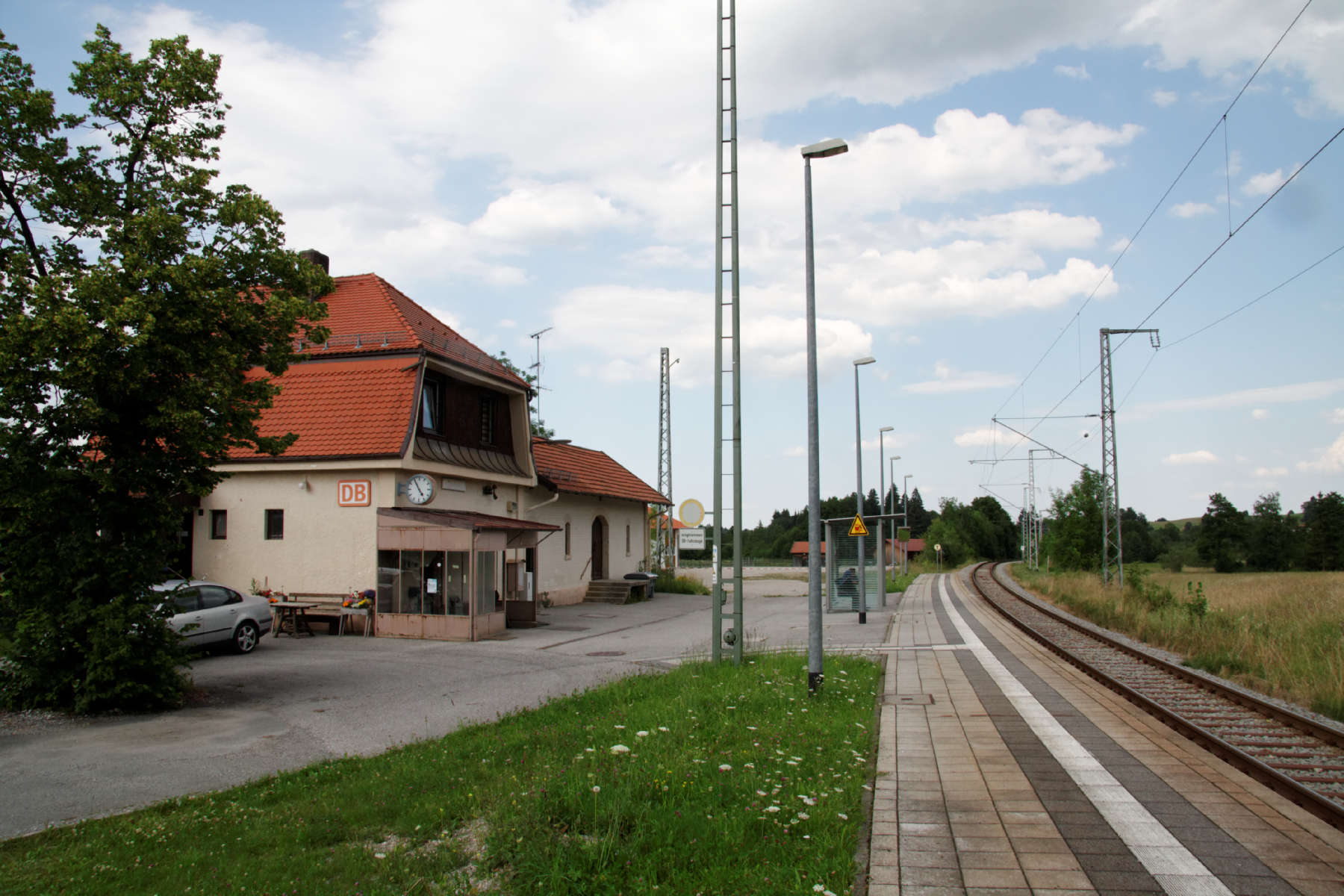
Haltepunkt Saulgrub

2011 gab es im Bereich der Land- und Forstwirtschaft und im Bereich Handel und Verkehr keine und im Produzierenden Gewerbe 189 sozialversicherungspflichtig Beschäftigte am Arbeitsort. In sonstigen Wirtschaftsbereichen lag dieser Wert bei 132. Sozialversicherungspflichtig Beschäftigte am Wohnort gab es 618. Im verarbeitenden Gewerbe gab es einen, im Bauhauptgewerbe sechs Betriebe.
Zudem bestanden im Jahr 2010 29 landwirtschaftliche Betriebe mit einer landwirtschaftlich genutzten Fläche von 702 ha.

### Verkehr
Saulgrub ist mit einem Haltepunkt an der Ammergaubahn an das Netz der Deutschen Bahn angeschlossen. Dort halten stündlich Züge in Richtung Oberammergau bzw. Murnau am Staffelsee. Außerdem führt die Buslinie 9606 des RVOs durch den Ort.
Der Ort wird im Osten von der Bundesstraße 23 von Peiting nach Garmisch-Partenkirchen umgangen. Bis 2016 führte sie durch den Ort.
Saulgrub liegt am Bodensee-Königssee-Radweg, welcher in Lindau beginnt und zum Königssee bei Berchtesgaden führt. Er verläuft von Wildsteig kommend über Altenau und Saulgrub nach Bad Kohlgrub.

### Bildung
Im Jahr 2012 gab es folgende Einrichtungen:
- Kindergärten: 50 Kindergartenplätze mit 38 Kindern
- Volksschule: Eine mit vier Lehrern und 60 Schülern

### Tourismus
Die Gemeinde gehört zur Tourismusregion Ammergauer Alpen. Touristisch vertreten wird die Region durch die Ammergauer Alpen GmbH. Zur Naturparkregion Ammergauer Alpen gehören neben Saulgrub die Orte Oberammergau, Unterammergau, Bad Bayersoien, Bad Kohlgrub und Ettal/Graswang/Linderhof.
Im Jahr 2018 hat Saulgrub über 40.000 Übernachtungen und mehr als 9.000 Ankünfte generiert.